# Paul Montel (éditeur)
Pour les articles homonymes, voir Paul Montel et Montel.
Paul Montel est un éditeur français né le 3 juillet 1879 à Tours et mort le 24 avril 1962 à Nice.

## Biographie
Il publie à partir de 1910 la revue Le Photographe.
Paul Montel est membre de la Société française de photographie en 1919.
Il crée en 1920 la Revue française de photographie qui deviendra Photo-Cinéma Magazine.
Il fonde en 1921 avec Louis-Philippe Clerc la revue Science et industries photographiques qui sera plus tard éditée par l'Institut d'optique puis la Gazette cinématographique, l'Informateur de la photographie et Photo illustrations.
Il a été plusieurs fois secrétaire général du Syndicat des industries photographiques et du Syndicat de la presse technique.
C'est à son initiative qu'a été créée en 1926 l'École technique de photographie et de cinéma, rue de Vaugirard à Paris, devenue École nationale supérieure Louis-Lumière. Il en fut le directeur jusqu'en 1946.
Il a publié, au 189 rue Saint-Jacques à Paris, un nombre important de livres techniques consacrés à la photographie et au cinéma (de Lucien Lorelle, René Bouillot et Dimitri Rebikoff notamment).
Entre autres :
- Pratique des petits formats reflex par Nicolas Bau et André Thévenet.
- Le portrait photographique de René Bouillot.
- Les reflex 24 × 36 de René Bouillot et André Thévenet.
- Photos au flash de Jean Bénézet et André Thévenet.
- La pratique du Super 8 par Nicolas Bau.
- La pratique du 8mm par Nicolas Bau.
- Agrandissement noir et blanc par Jacques Prioleaud.
- Encyclopédie pratique du laboratoire de Michael Langford.

Il est domicilié au no 24 rue Charrière en 1911, puis au no 26 rue Pierre-Curie à Paris.

## Distinctions
- Officier de la Légion d'honneur (31 août 1955)[2],[1]. Nommé chevalier en 1931.